# Dascillus costulatus
Dascillus costulatus is een keversoort uit de familie withaarkevers (Dascillidae). De wetenschappelijke naam van de soort is voor het eerst geldig gepubliceerd in 1886 door Fairmaire.